# Tamar Berutschaschwili

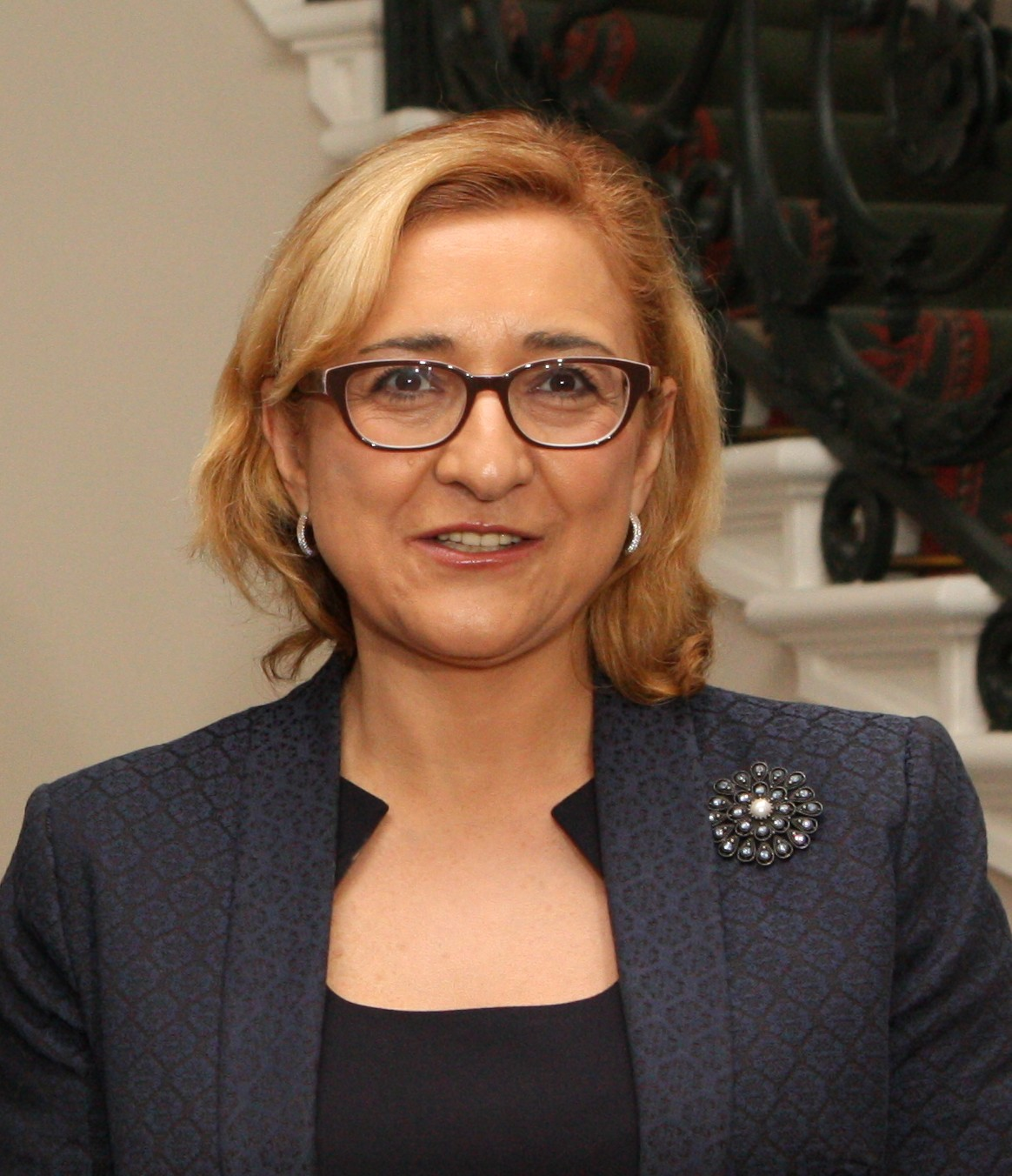
Tamar Berutschaschwili (2014)

Tamar Berutschaschwili (georgisch თამარ ბერუჩაშვილი; * 9. April 1961 in Tiflis, Sowjetunion) ist eine georgische Politikerin und Hochschulprofessorin. Sie war vom 11. November 2014 bis 1. September 2015 Außenministerin Georgiens.

## Biographie
Tamar Berutschaschwili studierte von 1978 bis 1985 an der Patrice-Lumumba-Universität der Völkerfreundschaft in Moskau Chemie und Französisch. Danach arbeitete sie für die Georgische Akademie der Wissenschaften sowie im georgischen Forschungsministerium. Von 1996 bis 1998 studierte sie an der Indiana University Bloomington in den Vereinigten Staaten.
Ab 1998 bekleidete Tamar Berutschaschwili in der georgischen Regierung diverse stellvertretende oder hauptamtliche Ministerämter. Unter anderem war sie von Mitte 1998 bis Frühjahr 2000 Handelsministerin sowie ab März 2004 Leiterin des neu geschaffenen Ministeriums für europäische Integration. Im Dezember 2004 zog sie sich auf den Posten einer stellvertretenden Ministerin zurück und übte diese Funktion sieben Jahre lang aus. Daneben unterrichtete Berutschaschwili an verschieden georgischen Hochschulen, zuletzt an der Ilia-Universität.
Tamar Berutschaschwili war ab April 2013 Vize-Außenministerin. Nach dem Rücktritt von Maja Panjikidze am 5. November 2014 wurde sie wenige Tage später zur neuen Außenministerin ernannt.
Anfang Dezember 2015 wurde Berutschaschwili zur Botschafterin Georgiens im Vereinigten Königreich berufen. Der Dienstbeginn wurde auf den 1. März 2016 festgelegt.
Im Jahr 2017 wurde Berutschaschwili vom britischen Magazin Tata DIPLOMAT zur besten Diplomatin aus der eurasischen Region gekürt.